# Épécamps
Épécamps é uma comuna francesa na região administrativa de Altos da França, no departamento de Somme. Estende-se por uma área de 1,6 km². Em 2010 a comuna tinha 5 habitantes (densidade: 3,1 hab./km²).